# マイコープ文化
マイコープ文化（マイコープぶんか、Maykop culture）は、紀元前3700-2500年頃の青銅器時代にロシア南部に栄えた考古文化である。範囲はケルチ海峡に臨むタマン半島から、現在のダゲスタン共和国国境近くに及び、クバン川流域、ほぼ現在のアディゲ共和国を中心としていた。アディゲ共和国の首都マイコープで発見された王墓から命名された。このマイコープ墳墓は1897年に初めて発見され、金・銀製の遺物を甚だ豊富に副葬していた。
カフカス山脈をまたぎアナトリア東部に及ぶクラ・アラクセス文化（Kura-Araxes culture、紀元前3500-2200年）とほぼ同時代でこれから影響を受けていたと見られる。北と西にはやはり同時代のヤムナ文化（竪穴墓文化）（Yamna culture）があり、またすぐ北にはノヴォチトロフカ文化（Novotitorovka culture；紀元前3300-2700年）があって領域的に重なっていた。特に竪穴（石が敷かれていることもある）とその上に乗ったクルガン（墳丘）という埋葬様式により知られる。後の埋葬様式ではクルガンに代わり積石が築かれた。この文化は、装飾された青銅器を当時他に例がないほど豊富に伴う点で注目される。また金・銀製品もあった。
その埋葬様式から、またマリヤ・ギンブタスのクルガン仮説に照らして、この文化はポントス・ステップからカフカスへ侵入した文化（インド・ヨーロッパ語族と関係すると見られる）の例として挙げられる。ただしJ.P.マロリーによればこの考えの評価は難しく、彼は「墳墓の発見された範囲は、後に非印欧系民族がいたことがわかっている領域に入る」と強調する。しかしこの文化は少なくとも、原印欧民族の子孫と民族的・言語的に強いつながりを持つ「クルガン化」した文化とされてきた。この文化は、近くはミハイロフカ下層文化（Lower Mikhaylovka culture：ドニプロ川下流）やケミ・オバ文化（Kemi Oba culture：アゾフ海北西側）と、さらに遠くは（経済的観点に限れば）球状アンフォラ文化（Globular Amphora culture：ポーランド、ドイツ、西ウクライナ、モルドバ等）や縄目文土器文化（Corded Ware culture、戦斧文化ともいう：ロシアからポーランド、ドイツ等）に結び付けられてきた。マロリーは「このような説は推測的な部分が多く議論があることを強調しておかねばならない。とはいえ、これら諸文化は少なくとも二つの伝統、すなわちノヴォズヴォボドナ文化（Novosvobodna culture）に育まれた地元のステップ的伝統と、カフカスの南から移入されたと見られる外来要素とによって生み出されたということは認められる。」と述べている。
クバン川はほぼ全長にわたり航行可能で、アゾフ海とドン川・ドネツ川水系を通じヤムナ文化の領域への水上交通も容易である。マイコープ文化は位置的にウクライナ中央部との交易に適している。
異論の多い考えではあるが、印欧語の原郷をカフカス以南に仮定しているガムクレリゼ（Gamkrelidze）とイワノフ（Ivanov）は、マイコープ文化（またはその後継文化）が、印欧民族が南カフカスあるいはアナトリア東部からステップ地帯の第二次原郷へ移住する途中の中継地だったと示唆している。印欧語族を北西コーカサス語族と結び付ける試み（Proto-Ponticを参照）があることを考えれば、より早期にカフカスに原郷があった可能性も無視できない。
2010年、クバン川とナリチクの間の60マイル以上の範囲（標高は4,620 feet から7,920 feet）にわたり、200箇所近い青銅器時代の遺跡が報告された。これらは全て明らかに同じ建設計画によって建設されたもので、中央には楕円形の中庭があり、道路で結ばれていた。